# براون ويلي
براون ويلي (ربما من اللغة الكورنية برون وينيلي الذي يعني «تل السنونو» أو من اللغة الكورنية برون إيويلا الذي يعني «أعلى التل») هو تل في كورنوال، إنجلترا بالمملكة المتحدة. القمة على ارتفاع 1،378 قدمًا (420 مترًا) فوق مستوى سطح البحر، هي أعلى نقطة في بودمين مور وكورنوال ككل. تقع على بعد حوالي 2 و1⁄2 ميل (4 كيلومترات) شمال غرب بولفينتور و 4 أميال (6 كيلومترات) جنوب شرق كاملفورد. يتميز التل بمظهر متغير يعتمد على نقطة الأفضلية التي يتم رؤيته منها. إنه يحمل المظهر المخروطي لرغيف السكر من الشمال ولكنه يتسع إلى قمة طويلة متعددة الذروة من مسافة أقرب.

## أسماء المواقع الجغرافية
الجزء الأول من اسم التل هو عنصر بريثوني شائع يعني "مقدمة، بثرة، جانب التل، منحدر، مقدمة (التل)"، وهو أمر شائع في الأسماء الويلزية. اقترح مؤرخ الكورنية وخبير اللغة هنري جينر أن الاسم جاء من تحريف للكلمات الكورنية bronn ughella / ewhella التي تعني «أعلى تل»، حيث إنها أعلى نقطة في بودمين مور وكورنوال. أعلى تل في ديفون له اسم مشابه، High Willhays والذي يتماشى مع هذه النظرية. في الآونة الأخيرة، طرح عالم المواقع الجغرافية كريج ويذرهيل اقتراحًا بديلاً مفاده أنه يمكن أن يكون من «برون وينيلي» الذي يُترجم إلى «هيل أوف سوالوز». في عام 2012، تم إطلاق حملة لاستعادة اسم التل إلى الاسم الأصلي براون وينلي على أساس أنه سيكون «أكثر جاذبية للمقيمين والسائحين من براون ويلي». اعترض سكان الكورنية على الفكرة. وعلق أحدهم قائلاً: «لقد كان براون ويلي لأنه يعود إلى ما مضى من الذاكرة الحية وأعتقد، كما أشار آخرون، أنه سيُطلق عليه دائمًا هذا الاسم، بغض النظر عن الاسم الذي قد نعطيه إياه رسميًا.» نشرت صحيفة ديلي تلغراف افتتاحية تدعم الاسم الحالي ودعت النشطاء إلى إبقاء «أيديهم بعيدة عن براون ويلي».

## الجغرافيا والجيولوجيا
تقع قمة براون ويلي على ارتفاع 1،378 قدمًا (420 مترًا) فوق مستوى سطح البحر، وهي أعلى نقطة في بودمين مور وفي مقاطعة كورنوال. جغرافيا التضاريس المحيطة هي نموذجية لبودمين مور - تورز محاطة بأراضي قاحلة. الجداول والمستنقعات شائعة حول القمة، ويرتفع نهر فاوي في مكان قريب. توجد أكوام من صخور الجرانيت تحدث بشكل طبيعي حول القمة، ويتكون أحدها، المعروف باسم Cheesewring، من خمسة صخور منفصلة ترتفع تدريجياً نحو الأعلى.
التل هو جزء من ملكية مساحتها 1،221 فدانًا (494 هكتارًا) تُعرف باسم Fernacre وتضم منزل مزرعة من خمس غرف نوم. تم طرح العقار في السوق في سبتمبر 2016 مقابل 2.8 مليون جنيه إسترليني وبيعه إلى مشتر لم يكشف عنه في أبريل التالي. يمتلك المالك الجديد حقوق الرعي للممتلكات وحقوق إطلاق النار على الغزلان والقنص والطائر الخشبي. بموجب قانون الريف وحقوق الطريق لعام 2000، سيستمر الجمهور في التمتع بالحق في المشي على التل.

## السياحة
براون ويلي هي وجهة شهيرة للمشاة ويقال إنها واحدة من «أفضل الأماكن المفضلة في المملكة المتحدة». يظهر التل في سباق سنوي يقام في يوم رأس السنة الجديدة والذي يبدأ وينتهي في جامايكا إن، وهو نزل تدريب قديم اشتهر برواية دافني دو مورييه عام 1936 التي تحمل الاسم نفسه.
يُعتبر التل جبلًا مقدسًا من قبل أعضاء جمعية Aetherius، وهي ديانة الكائن الكوني أسسها جورج كينج في عام 1954. ويعتقدون أن براون ويلي قد وجهت إليه تهمة «الطاقة المقدسة» في 23 نوفمبر، والذي يحتفلون به كل عام باسم «يوم الشحن»، ويتجمعون عند التل في ذلك اليوم من كل عام للاحتفال بمحاذاة الشمس مع «الصخور الإيجابية والسلبية». وتشمل «الجبال المقدسة» الأثيرية الأخرى جبل كليمنجارو في تنزانيا وجبل في كاليفورنيا واثنان في نيوساوث ويلز في أستراليا واثنان في ديفون.

## بيئة
يُعرف تل بظاهرة أرصاد جوية تُعرف باسم تأثير براون ويلي، حيث تتطور الأمطار الغزيرة على أرض مرتفعة ثم تنتقل في اتجاه الريح لمسافة طويلة. ينتج عن هذا التأثير أمطارًا محلية غزيرة يمكن أن تسبب فيضانات مفاجئة كارثية مثل فيضان بوسكاسل في عام 2004. وفي حالة أخرى عندما ظهر التأثير، تم تطوير خط مستمر من الأمطار المتفرقة في 27 مارس 2006 يمتد 145 ميلاً من براون ويلي إلى أكسفوردشير.
يعتبر براون ويلي استثنائي في ذلك، على عكس التلال الأخرى في بومند مور، هناك القليل من الأدلة على وجود مستوطنة ما قبل التاريخ حوله. ربما تم تخصيصه بدلاً من ذلك لاستخدامه كمنطقة مشتركة للأشخاص من المستوطنات المحيطة، والذين ربما استخدموا التلال كطريق موكب احتفالي. لا توجد دوائر منزلية أو منصات في منطقة القمة. تم العثور على بقايا سبعة عشر منزلاً ومنصة في الجزء السفلي من المنحدرات الشرقية و 23 أخرى منخفضة على المنحدرات الغربية. لقد تم تشييدها بشكل فظ، وربما تم استخدامها موسمياً فقط. تم تشييد ما يقرب من ثلثيهم في مواقع ذات خط رؤية واضح لقمة براون ويلي وتلة Rough Tor القريبة، مما يشير إلى أن قمم التلال كانت تعتبر أماكن خاصة.

## الفن
إنه موقع فيلم كوميدي يحمل نفس الاسم، حول اثنين من أصدقاء المدرسة السابقين يبلغان من العمر 40 عامًا على الأيل المضلل، من تأليف وإخراج بريت هارفي.